# Hattori, el ninja
Hattori, el ninja (忍者ハットリくん, Ninja Hattori-kun) és una sèrie de manga i anime creada per Fujiko Fujio (només Motoo Abiko), serialitzat entre el 1964 i el 1968.
Més tard, fou adaptat a un drama televisiu que es va emetre a TV Asahi entre 1966 i 1968, i també a un anime, produït per Shin-Ei Animation, emetent-se a TV Asahi entre 1981 i 1987. Aquest anime fou emès en català a TV3, K3 i més tard a Canal Super3 a Catalunya, i a Canal 9 i Punt Dos al País Valencià, amb els seus respectius doblatges.

## Argument
En Kenichi Mitsuba, de 10 anys, és un nen normal que va a l'escola secundària i té problemes amb els seus estudis. És molt tossut i mandrós, i per tant, sempre acaba frustrant els seus pares i professors. Li encanta trobar una manera fàcil d'escapolir-se. Però un dia, un jove ninja anomenat Kanzo Hattori es fa el millor amic d'en Kenichi. Aleshores, en Hattori passa a formar part de la família Mitsuba juntament amb el seu germà Shinzo i el seu gos ninja, Shishimaru.
En Hattori ajuda en Kenichi amb els seus problemes, vigilant-lo constantment com a bon amic. L'interès amorós d'en Kenichi és la Yumeko i els principals antagonistes són en Kemumaki, un ninja Koga, i el seu gat ninja, en Kagechiyo. En Kemaki sempre causa problemes a en Kenichi i Hattori, de vegades inventen nous dispositius per lluitar contra en Hattori però sempre acaba malament.

## Personatges
- Kanzo Hattori: És el protagonista de la sèrie. Té 11 anys, pesa 40 quilos i mesura 140 cm. És un ninja d'Iga. Va triar a Kenichi per ser el seu amo. Viu alegre i disposat a ajudar a tots, els seus ulls són grans i brillen sense parar. Fa coses meravelloses. Té un germà petit, en Shinzo, i un gos ninja, Shishimaru. Té moltes tècniques ninja: pot utilitzar sigil, emboscada, etc. Té por de les granotes. Vesteix una armadura de cuir, capa i vestit blaus amb mànigues grogues i porta una katana.

- Kenichi Mitsuba: Kenichi era un nen que se sentia inútil que va mancar la seva confiança en si mateix i feia tot mal, fins que va conèixer l'Hattori. Aquest l'ajuda en tots els capítols de l'anime. Està enamorat de Yumeko, però Kemumaki sempre es fica entre tots dos. Vesteix amb una gorra blanca, una samarreta blava i vermella i uns pantalons foscos.

- Shinzo Hattori: És un nen, el germà petit de l'Hattori i millor amic de Shishimaru i Kenichi. Plora molt, molt fort. Sempre té curiositat per les coses i no para de preguntar que són. Encara no sap controlar molt bé les seves tècniques ninja i cada vegada que ho fa, fracassa. En comptes d'usar shurikens de ferro, n'utilitza de fusta perquè encara no controla bé les seves tècniques. Vesteix de vermell clar amb mànigues llargues i blaves.

- Shishimaru: És un gos ninja. És el millor amic de Shinzo i va a tot arreu amb ell, mai se separa d'ell. No és gens bo en les habilitats i tècniques ninja. Sempre menja, és molt golut. Menja més que practica i pensa en les tècniques. És de color groc amb marró i té un estel blanc ninja. Li queden molts comportaments que ha d'aprendre per ser un ninja.

- Yumeko Kawai: És la millor amiga de Kenichi i els altres. Està enamorada de Kenichi, però també ho està amb Kemumaki. Va a la mateixa escola que Kenichi i Kemumaki. De vegades es passa l'estona amb Shishimaro i Shinzo. Es porta molt bé amb Tsubane. Vesteix un vestit rosa. Té un plor anomenat Machajiko en els últims episodis.

- Tsubame: És una ninja. És l'aprenenta d'en Hattori i està enamorada d'ell. Toca la flauta, amb la qual pot canviar els sentiments dels altres. No es porta bé amb Shinzo, Kenichi, Shishimaru, Kemumaki i Kagechiyo. És molt treballadora: recull la bugada, renta els plats, neteja la casa, etc. Vesteix amb una flor groga en el pèl i el vestit rosa amb lila.

- Kemuzo Kemumaki: És un ninja de Koga, i és l'enemic del Ninja Hattori. Va a la mateixa escola que Kenichi i Yumeko,la qual està enamorada d'ell. Té un gat anomenat Kagechiyo. Kemumaki sempre repta a Hattori a lluitar amb ell, però el que venç sempre és Hattori. Vesteix d'una samarreta fosca i pantalons blaus. El seu vestit és verd amb les mànigues vermelles. No porta capa.

- Kagechiyo: És el gat d'en Kemumaki, i rival de Shishimaru. Sempre que Kemumaki i Kenichi són a l'escola, va a casa de Hattori i després li diu a ell tot el que ha vist. És de color negre amb un llaç vermell.

- Professor (el seu nom és Koike): Sempre renya, castiga... a Kenichi per culpa de Kemumaki, que li deixa sempre malament davant Yumeko, ja que la vol.
- Senyoreta Aiko: És la professora de música. El senyor Koike està enamorat d'ella, ja que és molt maca.
- Professor Shinobino: Un professor que resideix a Amèrica. Va ser qui va inventar a Togehiro. Té una filla.

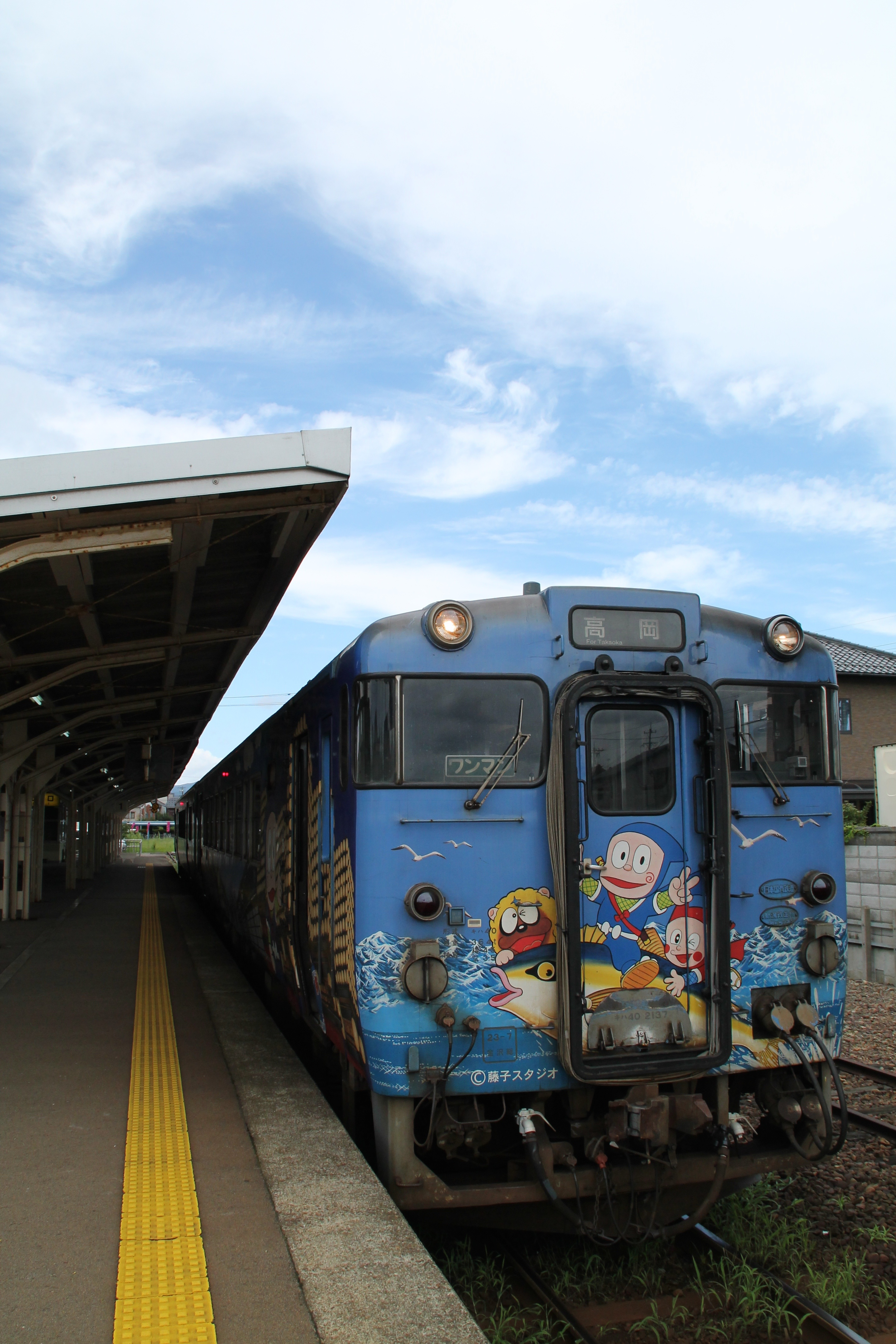
Tren japonès pintat amb els personatges del còmic

- Tren japonès pintat amb els personatges del còmicTogehiro: Només apareix en l'última temporada, quan la sèrie ja era inviable per trencar-se l'aliança entre Motoo Abiko i Hiroshi Fujimoto, els quals van seguir cadascun pel seu costat, dibuixant Motoo els seus personatges típics i Hiroshi dibuixant Kiteretsu, la qual tindria tal èxit que es mantindria en antena fins a 1996. És un cactus ninja que és molt mono (l'estereotip kawaii) i que diu constantment la frase: "Toge, toge!". El seu atac consisteix a llançar els seus pinxos.
- Jippou: És una tortuga ninja gegant. Ell i l'Hattori són socis ninja.
- Jinchuu Hattori: És el pare de Kanzo i Shinzo.
- Kentaru Mitsuba: És el pare de Kenichi. Sol fumar i li agrada jugar a golf i menjar.
- Taeko Mitsuba: És la mare de Kenichi. És molt amable i pensa que Kemumaki és un bon noi.

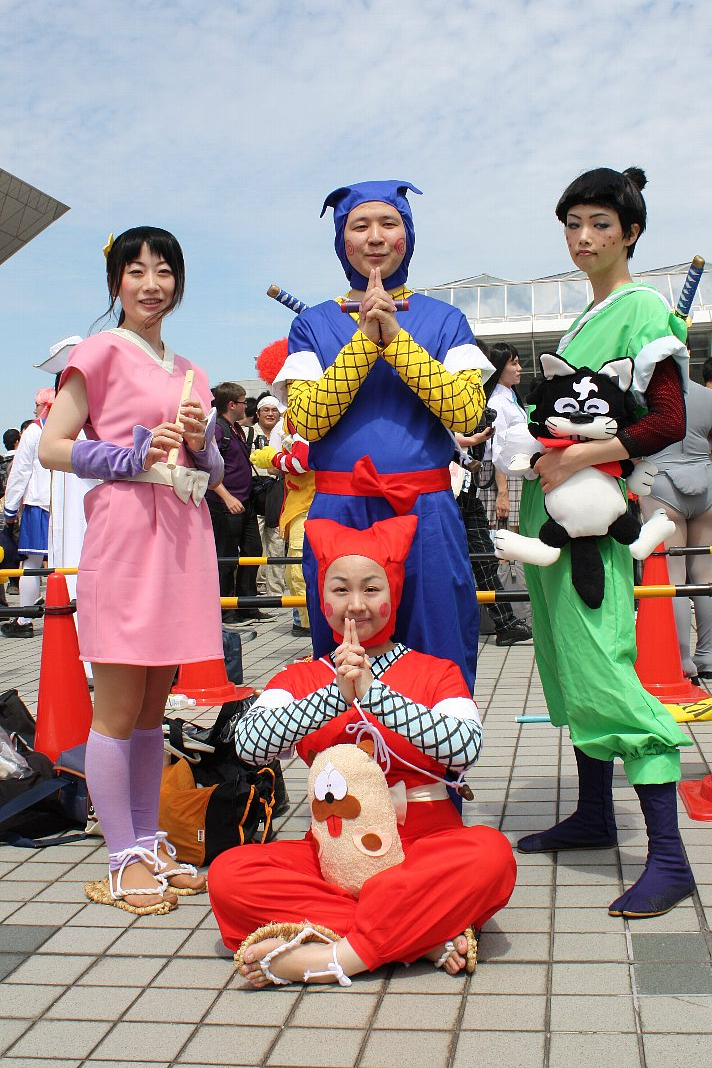
Aficionats al cosplay interpretant els principals personatges del còmic "Hattori Ninja"

## Contingut de l'obra

### Manga
La primera sèrie manga es va publicar a Kobunsha's Shōnen el 1964 i va acabar el 1968. Shogakukan va publicar una segona sèrie de manga a diverses revistes infantils com CoroCoro Comic, Televi-Kun i altres entre 1981 i 1988.

### Drama televisiu
Entre el 1966 i el 1968 se'n va emetre una versió en drama televisiu de comèdia i efectes especials, emès a TV Asahi i dividit en 2 temporades. La primera temporada es va emetre del 7 d'abril al 28 de setembre de 1966 i la segona es va emetre del 3 d'agost de 1967 al 25 de gener de 1968. Cada temporada constava de 26 episodis, en total 52.

### Anime

#### Anime de 1981
La primera sèrie d'anime es va emetre a TV Asahi al Japó del 28 de setembre de 1981 al 25 de desembre de 1987 amb un total de 694 episodis i 11 episodis especials, en total 705 episodis.
Doblatge
El doblatge per a Televisió de Catalunya fou realitzat per Cristal Media. Es desconeixen l'estudi de doblatge i els actors del doblatge per a Televisió Valenciana.
| Personatge      | Actor de veu (TV3)          | Actor de veu (RTVV) |
| --------------- | --------------------------- | ------------------- |
| Kanzo Hattori   | Roser Aldabó                | Desconegut          |
| Shinzo Hattori  | Desconegut                  | Desconegut          |
| Shishimaru      | Desconegut                  | Desconegut          |
| Kenichi Mitsuba | Marta Barbará Meritxell Ané | Desconegut          |
| Kentaro Mitsuba | Jordi Vila                  | Desconegut          |
| Taeko Mitsuba   | Maria Rosa Guillén          | Desconegut          |
| Kamusu Kamumaki | Lluís Marrasé Germán José   | Desconegut          |
| Professor Koike | Joan Sanz                   | Desconegut          |

#### Anime de 2013
El gener de 2012, Nikkei va anunciar al seu lloc web un remake de la sèrie d'anime per la productora índia Reliance MediaWorks i Shin-Ei Animation. L'anunci va formar part d'un moviment per produir diversos remakes de sèries de televisió d'anime populars per contrarestar l'estancament del mercat nacional d'anime del Japó a causa de la seva taxa de natalitat en disminució.